# Liste der Landschaftsschutzgebiete im Landkreis Esslingen
Im Landkreis Esslingen gibt es 52 Landschaftsschutzgebiete. Nach der Schutzgebietsstatistik der Landesanstalt für Umwelt, Messungen und Naturschutz Baden Württemberg (LUBW) stehen 28.177,67 Hektar der Landkreisfläche unter Landschaftsschutz, das sind 43,94 Prozent.

## Aktuelle Landschaftsschutzgebiete
| Name                                                                                             | Bild                 | Kennung                  | Einzelheiten | Position | Fläche Hektar | Datum         |
| ------------------------------------------------------------------------------------------------ | -------------------- | ------------------------ | --- | -------- | ------------- | ------------- |
| Erlachsee                                                                                        |                      | 1.16.001 WDPA: 320678    | Denkendorf Ergänzung des Naturschutzgebiets (Weiher mit Uferbewuchs) "Denkendorfer Erlachsee". | ⊙        | 15,5          | 15. Dez. 1975 |
| Weilheim an der Teck auf Gemarkungen Weilheim und Hepsisau                                       |                      | 1.16.006 WDPA: 325724    | Weilheim an der Teck Landschaftlich reich gegliederte Hügelzone im Vorland und Steilanstieg der Schwäbischen Alb; ökologisches Ausgleichs- und Erholungsgebiet im Verdichtungsraum Stuttgart | ⊙        | 1.361,5       | 23. Jan. 1979 |
| Aichwald                                                                                         |                      | 1.16.007 WDPA: 319460    | Aichwald Schwurwaldlandschaft zwischen Neckar- und Remstal als Freiraum und Naherholungsgebiet am Rande des Verdichtungsraumes Stuttgart. | ⊙        | 1.115,2       | 15. Nov. 2000 |
| Unteres Körschtal                                                                                |                      | 1.16.014 WDPA: 325343    | Deizisau, Denkendorf, Esslingen am Neckar, Köngen Das untere Körschtal in seiner natürlichen Struktur und Vielfalt als ökologische Ausgleichsfläche und Erholungsgebiet im Südosten des Verdichtungsraumes Stuttgart. | ⊙        | 472,9         | 19. Okt. 1978 |
| Neidlinger Tal                                                                                   |                      | 1.16.016 WDPA: 323167    | Neidlingen Großräumige Landschaft mit Wechsel von bewaldeten und ackerbaulich genutzten Teilen. | ⊙        | 1.095,9       | 18. Dez. 1975 |
| Erkenbrechtsweiler Berghalbinsel (mit Hörnle und Jusi)                                           |                      | 1.16.026 WDPA: 320676    | Beuren, Erkenbrechtsweiler, Neuffen, Owen, Lenningen Geschützt ist die gesamte Berghalbinsel einschließlich der bäuerlichen Kulturlandschaft; ebenso der Albtrauf mit den Laubmischwäldern; im Süden der "Baßgeige" keltische Fliehburganlagen (Heidengraben). | ⊙        | 1.114,3       | 25. Okt. 1939 |
| Gebiete um Nürtingen und Reudern                                                                 |                      | 1.16.027 WDPA: 321006    | Nürtingen Landschaftlich und ökologisch wertvolle Tallagen; landschaftsprägende Hanggebiete und Höhenrücken; Erholungsgebiet. | ⊙        | 397,5         | 12. März 1984 |
| Gebiete bei Unterensingen und Zizishausen                                                        |                      | 1.16.030 WDPA: 320998    | Köngen, Nürtingen, Oberboihingen, Unterensingen Freiräume und Grünzäsuren zwischen den Siedlungsflächen; Naherholungsgebiet für die Allgemeinheit. | ⊙        | 465,0         | 4. Nov. 1999  |
| Unteres Donzdorfer Tal                                                                           | BW                   | 1.16.032 WDPA: 325334    | Oberboihingen Talbereich als Erholungsgebiet für die Allgemeinheit. | ⊙        | 84,4          | 24. Juli 1981 |
| Unterlenningen                                                                                   |                      | 1.16.033 WDPA: 325362    | Lenningen Alblandschaft um das Lenninger Tal. | ⊙        | 674,0         | 22. Dez. 1971 |
| Landschaftsbestandteile und Landschaftsteile im Landkreis Nürtingen (Schopflocher Berghalbinsel) |                      | 1.16.034 WDPA: 324255    | Lenningen | ⊙        | 1.396,3       | 22. Okt. 1942 |
| Gebiete um Frickenhausen, Linsenhofen und Tischardt                                              |                      | 1.16.036 WDPA: 321005    | Frickenhausen Ökologisch wertvolle Streuobstbereiche; Naherholungsgebiet. | ⊙        | 355,5         | 2. März 1982  |
| Schönbuch                                                                                        |                      | 1.16.037 WDPA: 324244    | Altenriet, Schlaitdorf, Aichtal Größtes geschlossenes Waldgebiet Württembergs. | ⊙        | 895,7         | 1. Dez. 1961  |
| Autmuttal bei Großbettlingen, Geigersbühl und Gewann Gelber Brunnen                              |                      | 1.16.038 WDPA: 319727    | Großbettlingen Landschaftsökologisch wertvolles Tal; Naherholungsgebiet; geologisch bedeutsame Kuppe des Geigersbühl als Grünbereich und Gewann "Gelber Brunnen" als Grünzäsur zwischen bebauten Ortsteilen. | ⊙        | 122,9         | 24. Juli 1981 |
| Sauhag                                                                                           | Grillplatz im Sauhag | 1.16.042 WDPA: 324101    | Denkendorf, Köngen, Neuhausen auf den Fildern, Nürtingen, Unterensingen, Wolfschlugen Einziges großes Waldgebiet auf den Fildern; Naherholungsgebiet im südlichen Stuttgarter Verdichtungsraum. | ⊙        | 1.142,6       | 16. Aug. 1972 |
| Mittlerer Schurwald                                                                              |                      | 1.16.043 WDPA: 322997    | Baltmannsweiler, Lichtenwald, Reichenbach an der Fils Typische Schurwaldlandschaft als Freiraum und Erholungsgebiet zwischen Fils- und Remstal am Rande des Verdichtungsraumes Stuttgart. | ⊙        | 2.045,9       | 20. Dez. 2000 |
| Albtrauf Beuren                                                                                  |                      | 1.16.045 WDPA: 319475    | Beuren Albtrauf entlang der gesamten Talmulde des Kessels Beuren zwischen Beurener Fels und Hohenneuffen bis zur Ortslage sowie im nördlichen Teil der Markung die Verbindung zum bestehenden Landschaftsschutzgebiet "Tiefenbachtal" mit Wald- und Freiflächen und den Vulkankegeln Engelberg und Spitzenberg. | ⊙        | 535,9         | 26. Juli 1972 |
| Landschaftsteile entlang der Autobahn: Neckaraue                                                 | BW                   | 1.16.046 WDPA: 322463    | Denkendorf, Wendlingen am Neckar | ⊙        | 33,1          | 12. Aug. 1940 |
| Albtrauf Oberlenningen                                                                           |                      | 1.16.048 WDPA: 319478    | Lenningen Teile des Lenninger Tals mit typischem Albtrauf der Mittleren Alb. | ⊙        | 448,0         | 16. Mai 1973  |
| Owen                                                                                             |                      | 1.16.049 WDPA: 323605    | Owen Westlicher Markungsteil zwischen den Markungsgrenzen Dettingen unter Teck und Beuren, der Grenze des Landschaftsschutzgebietes "Erkenbrechtsweiler - Berghalbinsel Jusi" und der Markungsgrenze Unterlenningen-Brucken sowie der gesamte zur Markung Owen gehörenden Teil des Teckberges. | ⊙        | 566,8         | 5. Juni 1974  |
| Alter Neckar                                                                                     |                      | 1.16.051 WDPA: 319553    | Altbach, Esslingen am Neckar Freiraum im dichtbesiedelten Neckartal zur Sicherung des gleichnamigen NSG und zur Wiederherstellung eines ausgewogenen Naturhaushaltes. | ⊙        | 6,5           | 6. Apr. 1992  |
| Autmuttal-Kohlberg                                                                               |                      | 1.16.052 WDPA: 319726    | Kohlberg Das Autmuttal mit Weinbergen und Obstwiesen soll in seiner jetzigen Form erhalten werden. | ⊙        | 139,4         | 24. März 1975 |
| Baumbachtal-Uhlberg                                                                              |                      | 1.16.053 WDPA: 319817    | Filderstadt Landschaftsbestimmende Streuobstwiesenbestände und Waldflächen; Erholungsraum | ⊙        | 594,5         | 25. Juli 1988 |
| Neckar-, Erms- und Autmuttal im Verwaltungsraum Neckartenzlingen                                 |                      | 1.16.054 WDPA: 323139    | Altdorf, Altenriet, Bempflingen, Neckartailfingen, Neckartenzlingen Noch vorhandene Freiflächen im Neckar-, Erms- und Autmuttal mit charakteristischer Vielfalt prägender Elemente einer Tallandschaft; Erholungsgebiet. | ⊙        | 889,9         | 8. Aug. 1980  |
| Dettingen unter Teck                                                                             |                      | 1.16.057 WDPA: 320328    | Dettingen unter Teck Teils bewaldete, landschaftlich reich gegliederte Hügelzone im Vorland der Schwäbischen Alb; Erholungsgebiet in der Nähe des Verdichtungsraumes Stuttgart und Kirchheim u. T. | ⊙        | 827,8         | 17. Feb. 1977 |
| Bühl                                                                                             | BW                   | 1.16.058 WDPA: 320165    | Erkenbrechtsweiler Flache Kuppe des "Bühl", die eine durch Reliefumkehr entstandene Erhebung zwischen zwei Basaltschloten des "Uracher Vulkans" darstellt; wertvoller Freiraum in unmittelbarer Nachbarschaft des Ortskerns und des Kulturdenkmals "Heidengraben". | ⊙        | 6,1           | 17. Feb. 1977 |
| Marbachtal                                                                                       |                      | 1.16.060 WDPA: 322894    | Nürtingen, Oberboihingen Marbachtal mit den Hanglagen zwischen Reudern und der Bahnlinie Oberboihingen-Nürtingen und die Neckartalhänge im Süden von Oberboihingen und nördlich von Nürtingen (Rudolfshalde); Grünzone zwischen den Ortslagen von Oberboihingen und Nürtingen als ökologische Ausgleichsfläche und Naherholungsgebiet; charakteristische Nutzung in Form des Streuobstbaues. | ⊙        | 97,9          | 13. Jan. 1978 |
| Gebiete um Nürtingen, Neckarhausen und Raidwangen                                                |                      | 1.16.062 WDPA: 321007    | Nürtingen Ökologisch und landschaftlich wertvolle Bereiche als Grünzäsuren und Freiräume zwischen den Siedlungsflächen. | ⊙        | 439,7         | 21. Feb. 1983 |
| Kirchheim unter Teck                                                                             |                      | 1.16.063 WDPA: 322139    | Kirchheim unter Teck 8 Teilgebiete. Reichgegliederte Voralblandschaft als Lebensraum für Pflanzen und Tiere; Erholungsgebiet am Rande eines Verdichtungsraumes. | ⊙        | 731,6         | 23. März 1984 |
| Albtrauf Kohlberg                                                                                |                      | 1.16.064 WDPA: 319477    | Kohlberg Geologisch wertvoller Jusihangfuß in seiner natürlichen Eigenart und typischen Erscheinungsform. | ⊙        | 30,2          | 28. Dez. 1992 |
| Aichtal mit angrenzenden Gebieten                                                                |                      | 1.16.066 WDPA: 319459    | Nürtingen, Aichtal Landschaftsprägende Bachläufe, Wiesenauen, Hecken, Streuobstgebiete und Trockenrasenflächen; Gebiet mit hohem Erholungswert | ⊙        | 510,3         | 10. Jan. 1985 |
| Wolfschlugen                                                                                     |                      | 1.16.067 WDPA: 325933    | Wolfschlugen Landschaftsbestimmende Streuobstwiesengebiete, natürlicher Lebensraum für Pflanzen und Tiere; Erholungsraum. | ⊙        | 66,6          | 18. Apr. 1985 |
| Hochdorf                                                                                         | BW                   | 1.16.068 WDPA: 321636    | Hochdorf drei Teilgebiete. Landschaftsbestimmende Streuobstwiesengebiete, natürlicher Lebensraum für Pflanzen und Tiere; Erholungsraum. | ⊙        | 348,3         | 20. Okt. 1988 |
| Köngen                                                                                           | BW                   | 1.16.071 WDPA: 322267    | Köngen Zur Erhaltung eines ausgewogenen Naturhaushaltes und des Erholungswertes sollen die Wiesen und Streuobstwiesen in ihrer Vielfalt, Eigenart und Schönheit erhalten bleiben. | ⊙        | 137,4         | 26. März 1987 |
| Tiefenbachtal                                                                                    |                      | 1.16.074 WDPA: 325166    | Beuren Teilabschnitt des Tiefenbachtals auf Markung Beuren rund um den Sonnenhof mit Wiesen- und Waldflächen | ⊙        | 35,1          | 16. Okt. 1940 |
| Egelsee, Neuhausen auf den Fildern                                                               | BW                   | 1.16.075 WDPA: 320497    | Neuhausen auf den Fildern Wiesen und Obstbaumbestände als Puffer- und Ergänzungszone für das gleichnamige Naturdenkmal. | ⊙        | 7,1           | 10. Okt. 1986 |
| Gebiete um Bissingen und Ochsenwang                                                              |                      | 1.16.078 WDPA: 555547196 | Bissingen an der Teck Wiesen und Obstbaumbestände, Schafweiden und Trockenrasen, Heckenlandschaften und naturnahe Hangwälder als ökologische Ausgleichs- und Erholungsflächen am Rande eines Verdichtungsraumes. | ⊙        | 940,3         | 1. Juni 1988  |
| Schurwaldrand Altbach-Plochingen-Reichenbach                                                     |                      | 1.16.079 WDPA: 324266    | Altbach, Baltmannsweiler, Esslingen am Neckar, Plochingen Weitgehend naturnahe Hangwälder zum Neckar- und Filstal, markante Schurwaldklingen; Streuobstwiesen und historische Weinbergmauern bestimmen den landschaftlichen Charakter des Gebietes und den hohen Erholungswert. | ⊙        | 979,0         | 20. März 1987 |
| Notzingen                                                                                        |                      | 1.16.080 WDPA: 323292    | Notzingen Durch Hänge, Uferbereiche und Streuobstwiesen geprägte Voralblandschaft; Erholungsraum. | ⊙        | 314,8         | 27. Feb. 1989 |
| Randbereiche Sauhag mit Riederwiesen                                                             |                      | 1.16.081 WDPA: 323737    | Wolfschlugen Wiesen, Obstwiesen und Übergangsbereiche zu den Waldflächen des Sauhags; Waldsaumgesellschaften, Graswege und Wegraingesellschaften; wertvoller Erholungsraum. | ⊙        | 31,8          | 1. März 1989  |
| Esslingen                                                                                        |                      | 1.16.082 WDPA: 320715    | Esslingen am Neckar Die unbebauten Flächen, geprägt durch Streuobstwiesen, Weinberglandschaften, Waldrändern und anderen schützenswerten Grünbeständen sollen als Lebens- und Erholungsraum erhalten werden. | ⊙        | 880,5         | 16. Juli 1990 |
| Wendlingen am Neckar                                                                             |                      | 1.16.084 WDPA: 325762    | Wendlingen am Neckar 6 Teilgebiete. Landschaftsprägende Wiesen, Obstwiesen, Hecken, Feld- und Bachgehölze; wichtige Lebens- und Rückzugsgebiete für viele bedrohte Tier- und Pflanzenarten; Grünzäsur und Erholungsgebiet. | ⊙        | 237,4         | 25. Nov. 1992 |
| Ohmden-Holzmaden                                                                                 |                      | 1.16.085 WDPA: 323482    | Holzmaden, Ohmden 4 Teilgebiete, Tallagen und Talhänge entlang des Trinkbaches, des Seebaches und des Aubaches sowie Streuobstwiesen, Wiesen, Gehölzgruppen, Feuchtflächen, Ufergehölze und Waldränder der Voralblandschaft; die Vielzahl unterschiedlicher Landschaftselemente birgt Lebensraum für zahlreiche, seltene Pflanzen- und Tierarten; wertvoller Naherholungsraum. | ⊙        | 310,9         | 3. März 1993  |
| Neuffen auf Gemarkungen Neuffen und Kappishäusern                                                |                      | 1.16.086 WDPA: 323195    | Neuffen 2 Teilgebiete, Albtrauflandschaft und Neuffener Tal mit Steilhängen, Hangquellen, Hangbuchenwäldern, Heiden, Weinbergen, Streuobstwiesen und intaktes Ufergehölz der Steinach; Erholungsgebiet. | ⊙        | 1.342,6       | 10. Aug. 1993 |
| Filder                                                                                           |                      | 1.16.087 WDPA: 320799    | Filderstadt, Leinfelden-Echterdingen Landschaftsprägende Wiesen und Obstbaumwiesen an der Schönbuch- und Filderrandstufe, Bachläufe und Ackerflächen; durch die unterschiedlichsten Biotoptypen und hoher Strukturvielfalt bedingt - Lebensraum zahlreicher z. T. vom Aussterben bedrohter Tier- und Pflanzenarten; im Verdichtungsraum Filder - von hoher Bedeutung für die Naherholung zur Verhinderung des Fortschreitens der Bebauung und Einfriedigung; klimatische Ausgleichsfunktion.          | ⊙        | 586,8         | 8. Nov. 1994  |
| Butzenwiesen-Klebwald-Kühhalde-Letten                                                            |                      | 1.16.088 WDPA: 320238    | Esslingen am Neckar, Ostfildern Landschaftsbestimmende Wiesen und Streuobstwiesen mit meist extensiver Bewirtschaftung; naturnahe Laubwälder am Neckartalhang mit zahlreichen Klingen; wichtiges Rückzugsgebiet für Flora und Fauna im Verdichtungsraum; Naherholungsgebiet. | ⊙        | 293,1         | 21. Nov. 1994 |
| Wernau (Neckar)                                                                                  |                      | 1.16.089 WDPA: 325774    | Wernau (Neckar) 6 Teilgebiete. Belebte Landschaftselemente mit hoher ökologischer und landschaftlicher Wertigkeit, wie: Wiesen, Obstbaumwiesen, Hecken, Gewässer, Ufer- und Feldgehölze und Wälder; wichtige Rückzugsgebiete für viele, z. T. bedrohte Tier- und Pflanzenarten, Pufferfunktion für die NSG "Wernauer Baggerseen" und "Wernauer Lehmgruben"; wichtiges Erholungsgebiet. | ⊙        | 214,7         | 3. Mai 1995   |
| Neuhausen a.d.F.                                                                                 |                      | 1.16.090 WDPA: 323197    | Neuhausen auf den Fildern 5 Teilgebiete. Unterschiedlichste Biotope mit sehr vielfältiger Struktur; Wiesen, Streuwiesen, Bachläufe mit landschaftstypischen Talauen; Lebensraum für z. T. bedrohte Tiere und Pflanzen; klimatische und hydrologische Ausgleichsfunktion. | ⊙        | 230,4         | 13. Sep. 1996 |
| Glemswald                                                                                        |                      | 1.16.091 WDPA: 321101    | Filderstadt, Leinfelden-Echterdingen Zusammenhängendes Waldgebiet mit angrenzenden Freiflächen, Tälern und Teilbereichen der Filderebene; klimaregulierende Funktion; Schutz für die Umgebung der Naturschutzgebiete und Naturdenkmale; der Erholungswert für die Allgemeinheit im Verdichtungsraum Stuttgart soll erhalten, gesteigert oder wiederhergestellt werden. | ⊙        | 1.617,3       | 15. Aug. 2005 |
| Mittleres Körschtal                                                                              |                      | 1.16.092 WDPA: 323005    | Denkendorf, Neuhausen auf den Fildern, Ostfildern Landschaftsprägende Wiesenauen und Ufergehölze an der Körsch und ehemaligen Mühlkanälen und strukturreiche Talhänge mit Streuobstwiesen, Rainen, Feldgehölzen, Eichenbeständen, Quellen und Wäldern; Vielfalt unterschiedlicher Biotope und landschaftlicher Strukturen; wichtiges Erholungsgebiet im Verdichtungsraum | ⊙        | 668,7         | 1. Aug. 1996  |
| Kohlberg                                                                                         |                      | 1.16.093 WDPA: 322250    | Kohlberg Landschaftsprägende, reich strukturierte Streuobstwiesen mit Hangkanten, Gras- und Schotterwegen, mageren und trockenen Rainen, Brachen und kleinen ungenutzten Teilflächen, Hecken, Feldgehölzen sowie feuchten Quellbereichen; weitgehend naturnahe Fließgewässer mit intakten Gehölzstrukturen; naturnahe Laubmischwälder; Lebensraum für selten gewordene und bedrohte Tiere und Pflanzen; wichtiges Naherholungsgebiet                                                                  | ⊙        | 126,4         | 24. Juli 1998 |
| Beuren                                                                                           |                      | 1.16.094 WDPA: 319914    | Beuren, Frickenhausen, Neuffen Wertvolle, reich strukturierte Streuobstwiesen, die für den Naturhaushalt des Albvorlandes von übergeordneter Bedeutung sind, mit Zusatzstrukturen, wie Hangkanten, Gras- und Schotterwege, Trockenmauern, magere und trockene Raine, Brachen und kleine ungenutzte Teilflächen, Hecken, Feldgehölze, naturnahe Wälder und Waldränder sowie Quellbereiche und weitgehend naturnahe Fließgewässer; Naherholungsgebiet am Rand des Ballungsgebiets mittlerer Neckarraum. | ⊙        | 208,4         | 9. Apr. 2001  |
| Legende für Landschaftsschutzgebiet                                                              |                      |                          | |          |               |               |

## Ehemalige Landschaftsschutzgebiete
| Name                                                 | Bild | Kennung | Einzelheiten                                                                  | Position | Fläche Hektar | Datum                           |
| ---------------------------------------------------- | ---- | ------- | ----------------------------------------------------------------------------- | -------- | ------------- | ------------------------------- |
| Albtrauf Neuffen                                     | BW   |         | Neuffen Aufgegangen in LSG Neuffen auf Gemarkungen Neuffen und Kappishäusern. | ⊙        | 346           | 3. Juli 1974 bis 10. Aug. 1993  |
| Bissinger Weide                                      | BW   |         | Bissingen an der Teck Aufgegangen in LSG Gebiete um Bissingen und Ochsenwang. | ⊙        | 142           | 15. Juli 1970 bis 1. Juni 1988  |
| Esslingen I                                          | BW   |         | Esslingen am Neckar Aufgegangen in LSG Esslingen.                             | ⊙        | 631           | 17. Feb. 1977 bis 16. Juli 1990 |
| Hermannsberg                                         | BW   |         | Plochingen Aufgegangen in LSG Schurwaldrand Altbach-Plochingen-Reichenbach.   | ⊙        | 45            | 18. Okt. 1937 bis 10. März 1987 |
| Kühhalde-Klebklinge-Eichenbrunnen                    | BW   |         | Esslingen am Neckar Aufgegangen in LSG Butzenwiesen-Klebwald-Kühhalde-Letten  | ⊙        | 161           | 5. Juni 1975 bis 21. Nov. 1994  |
| Laichlewald                                          | BW   |         | Wernau (Neckar) Aufgegangen in LSG Wernau (Neckar)                            | ⊙        | 7             | 30. Nov. 1971 bis 3. Mai 1995   |
| Leinfelden-Echterdingen                              |      |         | Leinfelden-Echterdingen Aufgegangen in LSG Glemswald                          | ???      |               | 22. Juli 1988 bis 16. Okt. 1995 |
| Reichenbachertal-Kochenäcker                         |      |         | Leinfelden-Echterdingen                                                       | ???      | 30            | 27. Juli 1972 bis 22. Juli 1988 |
| Reichenbachtal mit Bechtenrain und Egerten           |      |         | Leinfelden-Echterdingen Aufgegangen in LSG Glemswald                          | ???      |               | 8. Mai 1991 bis 16. Okt. 1995   |
| Siebenmühlental-Schmellbachtal-Krummensteig-Hasenhof |      |         | Leinfelden-Echterdingen                                                       | ???      | 139           | 10. Okt. 1974 bis 22. Okt. 1988 |
| Sulzbachtal                                          | BW   |         | Wernau (Neckar) Aufgegangen in LSG Wernau (Neckar)                            | ⊙        | 7             | 15. Dez. 1971 bis 3. Mai 1995   |
| Legende für Landschaftsschutzgebiet                  |      |         |                                                                               |          |               |                                 |